# Fysiologisk saltlösning

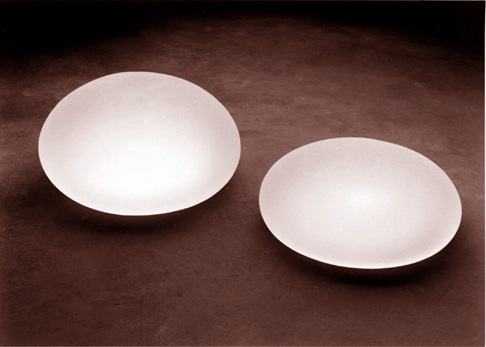
Bröstimplantat fyllda med saltlösning.

Fysiologisk saltlösning ("koksaltlösning") är en lösning oftast av natriumklorid (koksalt) i vatten  som är isoton med kroppsvätskorna (ger upphov till samma osmotiska tryck).

## Användning
Fysiologiska saltlösningar används framför allt för olika medicinska ändamål, såsom intravenös vätskeersättning, i laboratoriesammanhang, för sköljning av venkatetrar, vid operation och så vidare. Eftersom de inte svider används de även för egenvård till exempel vid näs- eller ögonsköljning.

## Olika lösningar
De vanligaste fysiologiska saltlösningarna inom vården i Sverige idag är:
- Natriumklorid: Innehåller natriumklorid 9 mg/ml (0,9 %).[1]
- Ringer-Acetat: Innehåller natriumklorid 5,86 mg/ml, kaliumklorid 0,30 mg/ml, kalciumkloridhydrat 0,29 mg/ml, magnesiumkloridhexahydrat 0,20 mg/ml, natriumacetattrihydrat 4,08 mg/ml, saltsyra och vatten.[2] Lösningen liknar mera elektrolytsammansättningen och pH-värdet i extracellulärvätskan än enbart natriumklorid, och kan således i viss mån återställa både jon- och syra-basbalansen.